# 사라 피켈리
사라 피켈리(이탈리아어: Sara Pichelli, 1983년 ~ )은 이탈리아의 만화가이다.